# Neon ellamae
Neon ellamae is een spinnensoort in de taxonomische indeling van de springspinnen (Salticidae).
Het dier behoort tot het geslacht Neon. De wetenschappelijke naam van de soort werd voor het eerst geldig gepubliceerd in 1955 door Willis J. Gertsch & Wilton Ivie.